# Montesano (Filighera)
Montesano è una frazione del comune di Filighera posta ad ovest del centro abitato, verso Albuzzano.

## Storia
Montesano (CC F624) fece parte della Campagna Sottana e del Vicariato di Belgioioso. Nel XVIII secolo gli viene aggregato il comune di Canlepre. Nel 1863 ricevette il nome di Montesano al Piano, ma nel 1871 fu soppresso e unito a Filighera.

## Società

### Evoluzione demografica
- 102 nel 1751
- 197 nel 1805
- 310 nel 1861[2]